# Roderick Lake (sjö i Manitoba och Saskatchewan)
Roderick Lake är en sjö i Kanada. Den ligger i provinserna Saskatchewan och Manitoba. Roderick Lake ligger 336 meter över havet.